# ادینبرگ، میزوری
ادینبرگ (به انگلیسی: Edinburg) یک منطقهٔ مسکونی در ایالات متحده آمریکا است که در میزوری واقع شده‌است. ادینبرگ ۲٫۷۸ کیلومتر مربع مساحت و ۹۲ نفر جمعیت دارد و ۲۹۴ متر بالاتر از سطح دریا واقع شده‌است.